# 本田Mobilio Spike
本田Mobilio Spike（日语： Honda Mobiriosupaiku）是日本本田技研工業開發製造的廂式緊湊型轎車。

## 風格·構造

### 動力配置
L15A發動機1496cc SOHC VTEC(110ps)，配七速CVT變速器。

### 底盤
使用與本田Mobilio相同的底盤，燃料缸配置於前座位下。

### 內部設計
相比針對七座位家庭車市場的Mobilio之3列式座位，Mobilio Spike 着重其運動性，修改為2列式座位，而將後列座位折疊並向前推倒的話，可與行李室形成一體，為同級汽車中擁有最寬廣的空間。

## 歷史

### 初代（2002年－2008年）
- 2002年9月19日－正式發售:前期型。
- 2004年2月6日－小改款,中期型。
  - 改用電鍍鬼面罩及車尾裝飾。
- 2005年12月1日－小改款,後期型。
  - 頭燈設計大幅修改，尾燈位置不同，內部裝飾有一部分修改等。

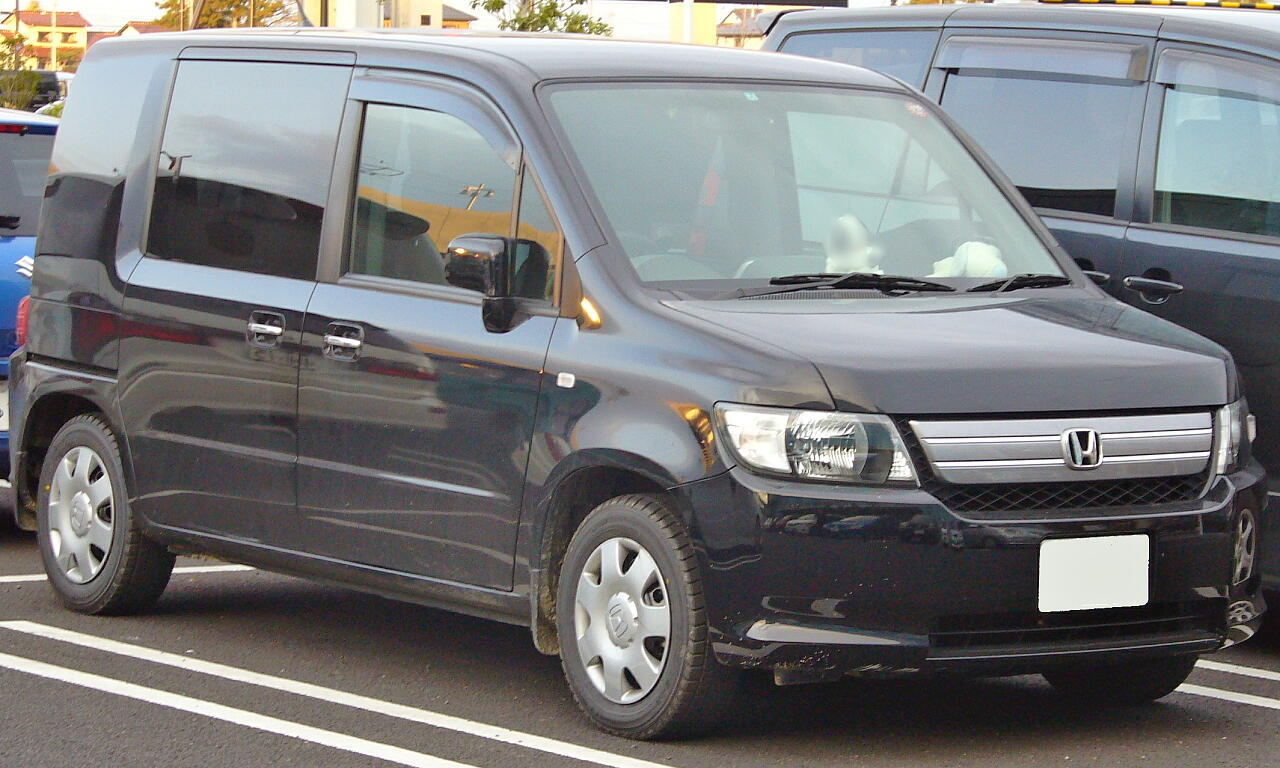
小改款,後期型

## 外部連結
- （日語）
- （日語）
- 香港Mobilio Spike俱樂部
- 香港Mobilio Spike群組 @facebook